# Dance-pop
Dance-pop je tanečně orientovaný popový styl, který se vyvinul z post-disca na začátku 80. let.

## Historie
Dance-pop kombinuje taneční rytmy s popovou a/nebo R&B písňovou strukturou. Dance-pop je úzce spojen s 80s teen popovým a eurodance hnutím a pozdějším rozvojem boy bandů a dívčích skupin v pozdějších devadesátých letech a o znovu-zavedení hudebních nástrojů jako vocoderů a jiných inovativních přístrojů. Dance-pop jakožto disco předek je často považován ze strany hudebních historiků[kým?] jako skvělý materiál pro spoustu hudebníků a producentů. Umělci jako André Cymone či Jimmy Jam a Terry Lewis (producenti skupin a hudebníků jako SOS Band, Change, Klymaxx, Prince, Usher, New Edition) či průkopničtí DJové jako Jellybean a Shep Pettibone se brzy stali hvězdami, díky produkci desek hudebníků jako Madonna, Jody Watley či Janet Jacksonová. Další produkční dance-pop tým Stock, Aitken & Waterman (průkopníci Eurobeatu, jenž míchali do své hudby Hi-NRG) a jež vytvořili hvězdy jako Kylie Minogue, Rick Astley, Bananarama, Dead or Alive a další. V neposlední řadě, další produkční tým, který měl podíl na rozvoji Dance-popu byli bývalí členové crossover/R&B/disco kapely Chic, Bernard Edwards a Nile Rodgers.

## Nejznámější představitelé
- Britney Spears
- Kylie Minogue
- Paula Abdulová
- Cascada
- Mariah Carey
- Cher
- Duran Duran
- Whitney Houston
- The Human League
- Dannii Minogue
- Thalía
- Janet Jacksonová
- Michael Jackson
- Madonna
- George Michael
- Justin Timberlake
- Pet Shop Boys
- Prince
- Spice Girls
- TLC
- ABC
- Ace of Base
- All Saints
- Backstreet Boys
- Bananarama
- NSYNC
- Rihanna
- Billy Ocean
- Stacey Q
- Nu Shooz
- Gloria Estefan
- Hilary Duff
- Tina Cousins
- Miley Cyrus
- Lady Gaga
- Momoiro Clover Z